# Man on Fire (2004)
Man on Fire is een film uit 2004 onder regie van Tony Scott. Het is een remake van een gelijknamige film uit 1987 geregisseerd door Elie Chouraqui met in de hoofdrol Scott Glenn. 

## Verhaal
In Mexico-Stad vinden veel ontvoeringen plaats. Daarom wordt voormalig CIA-agent Creasy aangespoord door zijn kameraad Paul Rayburn om de lijfwacht van de 10-jarige Pita te worden. Hij twijfelt eerst maar neemt toch de functie aan. Tot zijn verbazing mag hij Pita en ze worden vrienden. Als zij wordt ontvoerd is Creasy vastberaden om iedereen te vermoorden die er ook maar iets mee te maken had.

## Rolverdeling
- Denzel Washington: John W. Creasy
- Dakota Fanning: Lupita "Pita" Ramos
- Marc Anthony: Samuel Ramos
- Radha Mitchell: Lisa Ramos
- Christopher Walken: Paul Rayburn
- Giancarlo Giannini: AFI-directeur Miguel Manzano
- Rachel Ticotin: Mariana Garcia Guerrero
- Mickey Rourke: Jordan Kalfus
- Roberto Sosa: Daniel Sanchez / "de Stem" (gebaseerd op Daniel Arizmendi López)
- Jesús Ochoa: Victor Fuentes
- Gero Camilo: Aurelio Sanchez
- Rosa María Hernández: Maria Rosas Sanchez
- Mario Zaragoza: Jorge Gonzalez